# Malovăț
Malovăț est une commune roumaine du județ de Mehedinți, dans la région historique de l'Olténie et dans la région de développement du Sud-Ouest.

## Géographie
La commune de Malovăț est située dans le nord du județ, dans les collines de Motru (Piemontul Motru), à 123 km au nord-est de Drobeta Turnu-Severin, la préfecture de județ. Elle est traversée par la route nationale DN67 Drobeta Turnu-Severin-Motru.
La commune est composée des sept villages suivants (population en 2002) :
- 23 August (385).
- Bârda (403).
- Bobaița (437).
- Colibași (365).
- Lazu (143).
- Malovăț (1 021), siège de la municipalité.
- Negrești (251).

## Histoire
La commune a fait partie du royaume de Roumanie dès sa création en 1878.

## Religions
En 2002, 99,26 % de la population étaient de religion orthodoxe.

## Démographie
En 2002, les Roumains représentaient 99,83 % de la population totale.
| 2002  | 2007  |
| ----- | ----- |
| 3 005 | 2 882 |